# Bertula kosemponica
Bertula kosemponica är en fjärilsart som beskrevs av Embrik Strand 1922. Bertula kosemponica ingår i släktet Bertula och familjen nattflyn. Inga underarter finns listade i Catalogue of Life.